# In a Perfect World...
In a Perfect World… é o álbum de estréia da cantora norte-americana Keri Hilson. O álbum seria lançado no meio de 2007, mas foi adiado para 24 de março de 2009.

## Desempenho
O álbum estreou em 4º lugar na parada da Billboard 200, e em 1º lugar na Billboard R&B/Hip-Hop Albums, vendendo 94.000 cópias em sua primeira semana. Em 22 de outubro de 2009, o álbum foi certificado com ouro pela RIAA, após vendas superiores a 500.000 cópias nos Estados Unidos. O álbum recebeu críticas positivas de críticos de música e ganhou duas indicações ao Grammy de "Melhor Artista Novo" para Hilson e "Melhor Colaboração de Rap/Sung" para "Knock You Down", durante a 52ª cerimônia do Grammy Awards, em 31 de janeiro de 2010.

## Faixas
1. "Intro"
2. "Turnin' Me On" (feat. Lil Wayne) (K. Hilson, Jamal Jones, Dwayne Carter) - Produzido por Polow da Don
3. "Get Your Money Up" (feat. Keyshia Cole and Trina)
4. "Return the Favor" (feat. Timbaland) (The Clutch - K. Hilson, Candice Nelson, Patrick Smith, Ezekiel Lewis & Balewa Muhammad, T. Mosley) - Produzido por Timbaland
5. "Knock You Down" (feat. Kanye West and Ne-Yo)
6. "Slow Dance" (K. Hilson, Johnkenum Spivery, Justin Timberlake,James Washington) - Produzido por Johnkenum "Sir John" Spivery[7]
7. "Make Love"
8. "Intuition"
9. "How Does It Feel"
10. "Alienated" (K. Hilson, Cory Bold) - Produzido por Cory Bold
11. "Tell Him The Truth"
12. "Change Me" (feat. Akon) (Keri Hilson, Timothy Mosley, Aliaune Thiam) - Produzido por Timbaland
13. "Energy" (Louis Biancaniello, Samuel Watters, Wayne Wilkins, Rico Love) - Produzido por The Runawayz[8]
14. "Where Did He Go" (K. Hilson, T. Mosley, N. Hills) - Produzido por Timbaland & Danja[9]

In a Perfect World... – I Like Edition (Bônus)
1. "Do It"
2. "I Like"
3. "The Way I Are" (feat. Timbaland and D.O.E.)
4. "Scream" (feat. Timbaland and Nicole Scherzinger)